# 舞田敏彦
舞田 敏彦（まいた としひこ、1976年7月12日 - ）は、日本の教育社会学者（博士（教育学））。専門は教育社会学、社会病理学、社会統計学。

## 経歴
1995年3月に鹿児島県立甲南高等学校を卒業、東京学芸大学教育学部に進学し小学校教員養成課程を1999年3月に卒業。2001年3月、鹿児島大学大学院教育学研究科修士課程修了。2005年3月、東京学芸大学連合大学院博士後期課程で教育社会学研究室で陣内靖彦に師事し修了。「高等教育就学機会の地域間格差に関する実証的研究」で博士（教育学）、甲種取得。

### 職歴
武蔵野大学、杏林大学、武蔵野学院大学で非常勤講師を務めた。自身のブログで記事を発表しながら、日本教育新聞や各ニュースサイトなどに寄稿や連載をおこなう。

### 学会
2000年6月に日本教育社会学会、2002年6月に日本社会病理学会、2006年4月に日本教育学会の各会員となる。

## 著作リスト

### 博士論文
- 「高等教育就学機会の地域間格差に関する実証的研究」（東京学芸大学、博士 (教育学)、甲第66号、2005年）

### 単著
- 『47都道府県の子どもたち - あなたの県の子どもを診断する 』（武蔵野大学出版会、2008年）
- 『47都道府県の青年たち - わが県の明日を担う青年のすがた』（武蔵野大学出版会、2010年）
- 『教育の使命と実態 - データからみた教育社会学試論』（武蔵野大学出版会、2013年）
- 『データで読む 教育の論点』（晶文社、2017年）

### 論文
- CiNii>舞田敏彦

### 連載
- 「ニューズウィーク日本版」
- 日経xwoman>「舞田敏彦のデータで読み解くDUALな疑問」

## その他
- 自著の盗用に厳しく、2019年2月9日にはYouTuberのタナカキミアキが1月20日に公開した動画「社会の底辺炎上感謝★学歴と犯罪率のタブーにも触れる」において、作成図表の無断使用被害を受けた際、即座に動画の削除と使用料3万円を請求、タナカキミアキは即座に動画を削除し、使用料を振込んだ[7]。